# Albin Hawdsynskyj

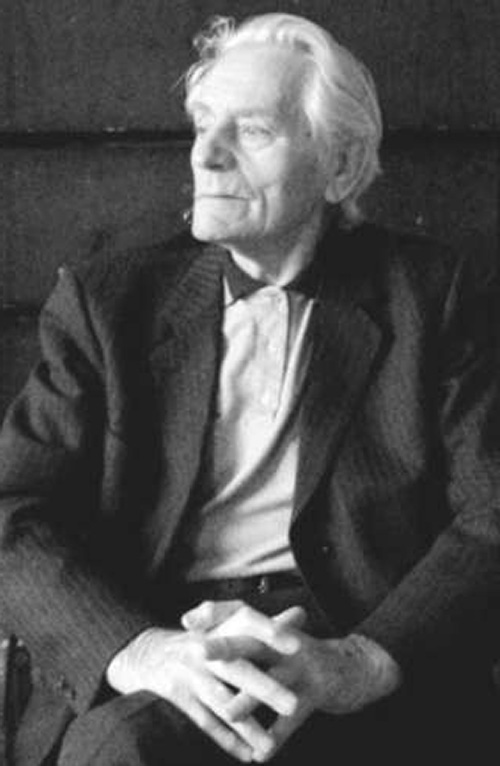
Albin Hawdsynskyj

Albin Stanislawowytsch Hawdsynskyj (ukrainisch Альбін Станіславович Гавдзинський; * 4. Juli 1923 in Bobryk Perschyj, Rajon Podilsk, Oblast Odessa; † 12. Mai 2014 in Odessa) war ein ukrainischer Maler.

## Leben und Wirken
Albin Hawdsynskyj wurde am 4. Juli 1923 im Dorf Bobryk Perschyj in einer Bauernfamilie polnischer Herkunft geboren. Anfang der 1930er Jahre wurde die Familie dekulakisiert und zog nach Odessa, wo sie den Holodomor von 1933 überlebte.
Hawdsynskyj begann 1940 sein Studium an der Kunstschule in Odessa, wurde jedoch 1941 zum Militärdienst eingezogen. Nach seiner Rückkehr 1946 setzte er seine Ausbildung fort und schloss die Kunstschule 1950 mit Auszeichnung ab. Obwohl er für die Kunstakademie in Riga empfohlen wurde, entschied er sich, beim Bau des Wasserkraftwerks Kachowka zu arbeiten. In den Jahren 1951–1960 schuf Albin Hawdsynskyj mehrere Hundert Gemälde, die die Chronologie des Baus des Kachowka-Kraftwerks zeigen. Der Künstler dokumentierte in seinen Bildern die Vernichtung von Welykyj Luh, dem Zentrum der Saporoger Sitsch, durch den sowjetischen Bau.
Im Jahr 1961 wurde Albin Hawdsynskyj mit dem Titel „Ehrenbürger“ der Stadt Nowa Kachowka ausgezeichnet. Hawdsynskyj schenkte der Stadt Nowa Kachowka 237 Gemälde, die 1967 den Grundstock der Sammlung der städtischen Kunstgalerie bildeten. Im Jahr 2003 wurde Hawdsynskyj mit dem Titel Volkskünstler der Ukraine ausgezeichnet, und die Kunstgalerie Nowa Kachowka wurde nach ihm benannt.
Neben Auftragsarbeiten im Stil des sozialistischen Realismus malte der Künstler impressionistische Gemälde, war ein Meister der Stadtansichten und schuf rund siebentausend Werke. Albin Hawdsynskyj hatte zahlreiche Einzelausstellungen, darunter in Odessa (1960, 1973, 1998, 2002), Cherson (1961), Nowa Kachowka (1961, 2003), Illitschiwsk (1986), Clyburn (Kanada, 1993), London (1999).
Albin Hawdsynskyj starb am 12. Mai 2014 in Odessa.
Während der russischen Invasion in der Ukraine im Jahr 2022 besetzte die russische Armee Nowa Kachowka und zerstörte am 6. Juni 2023 den Kachowka-Staudamm. Die Kunstgalerie von Nowa Kachowka wurde von den Besatzern geplündert, samt aller Gemälde von Albin Hawdsynskyj. Im November 2024 wurden die gestohlenen Werke von Albin Hawdsynskyj in Moskau im Rahmen der Ausstellung „Wsegda Nowaja Kachowka“ präsentiert.